# 亜沙美 (グラビアアイドル)
亜沙美（あさみ、1986年6月11日 - ）は日本の元グラビアアイドル。ワールドイマジェリーに所属していた。

## 概説
東京都出身。2004年にオムニバスイメージビデオ『ニューアイドル11 GO！GO！イレブン』でデビューし、以後グラビア業界で活動する。イメージビデオや雑誌、テレビ、撮影会と精力的に活動を続けていたが2007年5月で活動が、2007年12月10日で日記が止まり、以降は実質休業状態となっている。右日記最後の記事で、デジタル写真集作成やＨＰ作成をしたりとデザインの勉強をしていることを明かす。テレビ東京『サバドル!』第3期生。ハンゲームにも「亜沙美」名義でよく登場することから、電車男にちなみ「電車女」が愛称となっている。
2006年6月10日にはグラビアアイドル同士のキャットファイト「アイドルコロシアム」のトーナメント企画「バトルヒロイントーナメント2ndSEASON」に出場。「私が優勝だと信じます」と宣言するも、1回戦では高久ゆりかのコブラツイストに、2回戦では溝口夕紀の変形4の字固めに、負け残り決勝戦では渋谷加奈子のアキレス腱固めに倒れ、出場8名中最下位という結果に終わった。なお、優勝は渡瀬真由であった。これ以後は「最弱アイドル」も売り文句の一つとなっている。

## 出演

### テレビ
- インディーウォーズ（2005年2月、日本テレビ）
- サバドル!（2005年2月-9月、テレビ東京）
- THE占い（2005年5月、テレビ東京）
- DAI安BSフジNAVI（2005年6月、BSフジ）
- πの殿堂（2005年10月、つくばテレビ）
- 志村けんのバカ殿様（2006年1月、フジテレビ）
- アイドルコロシアム（MONDO21）
- 水着でFight！アイドル☆サバイバル（MONDO21）
- 誘惑のマーメイド（MONDO21）

### イメージビデオ
- ニューアイドル11 GO！GO！イレブン（2004年10月20日、ビーエムドットスリー）
- 亜沙美 Turbulence～E-18～（2005年6月25日、ビーエムドットスリー）
- 亜沙美 デビュー（2004年12月22日、ビーエムオドットスリー）
- 亜沙美 純粋～Naivety～（2005年11月30日、ビーエムドットスリー）
- 亜沙美 笑うコスプレの冒険（2006年6月30日、ビーエムドットスリー）
- アイドルコロシアム ザ・バトルヒロイントーナメント 2nd SEASON（ローランズ・フィルム）

### その他
- 洋楽CD「ヒューストン」発売キャンペーンガール「ヒューストンガールズ」（2004年8月、東芝EMI）